# العلاقات البرتغالية الجنوب إفريقية
العلاقات البرتغالية الجنوب أفريقية هي العلاقات الثنائية التي تجمع بين البرتغال وجنوب أفريقيا.

## مقارنة بين البلدين
هذه مقارنة عامة ومرجعية للدولتين:
| وجه المقارنة                                              | البرتغال                                                  | جنوب أفريقيا |
| --------------------------------------------------------- | --------------------------------------------------------- | --- |
| المساحة (كم2)                                             | 92.21 ألف                                                 | 1.22 مليون |
| عدد السكان (نسمة)                                         | 10.60 مليون                                               | 57.73 مليون |
| الكثافة السكانية (ن./كم²)                                 | 114.95                                                    | 47.32 |
| العاصمة                                                   | لشبونة                                                    | بريتوريا، بلومفونتين، كيب تاون |
| اللغة الرسمية                                             | اللغة البرتغالية، اللغة الميراندية                        | لغة إنجليزية، اللغة الأفريقانية، اللغة النديبلي الجنوبية، اللغة السوثو الشمالية، اللغة السوتية، لغة سوازي، اللغة التسونجا، اللغة التسوانية، اللغة الفيندية، اللغة الكوسية، اللغة الزولوية |
| العملة                                                    | يورو، اسكودو برتغالي                                      | راند جنوب أفريقي |
| الناتج المحلي الإجمالي (بليون دولار)                      | 217.57 مليار                                              | 349.42 مليار |
| الناتج المحلي الإجمالي (تعادل القوة الشرائية) بليون دولار | 307.82 مليار                                              | 725.91 مليار |
| الناتج المحلي الإجمالي الاسمي للفرد دولار أمريكي          | 19.22 ألف                                                 | 5.72 ألف |
| الناتج المحلي الإجمالي للفرد دولار أمريكي                 | 28.76 ألف                                                 | 13.05 ألف |
| مؤشر التنمية البشرية                                      | 0.830                                                     | 0.666 |
| رمز المكالمات الدولي                                      | +351                                                      | +27 |
| رمز الإنترنت                                              | .pt                                                       | .za |
| المنطقة الزمنية                                           | توقيت غرب أوروبا، توقيت غرب أوروبا الصيفي، أوروبا/لشبونة ‏ | ت ع م+02:00، أفريقيا/جوهانسبرغ ‏ |

## مدن متوأمة
في ما يلي قائمة باتفاقيات التوأمة بين مدن برتغالية وجنوب أفريقية:
- ترتبط مايا مع نيلسبرويت باتفاقية توأمة.
- ترتبط فونشال مع كيب تاون باتفاقية توأمة.

## منظمات دولية مشتركة
يشترك البلدان في عضوية مجموعة من المنظمات الدولية، منها:
| علم المنظمة | اسم المنظمة                        | تاريخ انضمام البرتغال | تاريخ انضمام جنوب أفريقيا |
| ----------- | ---------------------------------- | --------------------- | ------------------------- |
|             | وكالة ضمان الاستثمار متعدد الأطراف | 6 يونيو 1988          | 10 مارس 1994              |
|             | الأمم المتحدة                      | 14 ديسمبر 1955        | 7 نوفمبر 1945             |
|             | الفريق المعني برصد الأرض           | ?                     | ?                         |
|             | منظمة حظر الأسلحة الكيميائية       | ?                     | ?                         |
|             | منظمة التجارة العالمية             | ?                     | 1995                      |
|             | منظمة الشرطة الجنائية الدولية      | ?                     | ?                         |
|             | البنك الإفريقي للتنمية             | ?                     | ?                         |
|             | مؤسسة التنمية الدولية              | 29 ديسمبر 1992        | 12 أكتوبر 1960            |
|             | نظام تحكم تكنولوجيا القذائف        | 1992                  | 1995                      |
|             | يونسكو                             | 11 مارس 1965          | 4 نوفمبر 1946             |
|             | الاتحاد البريدي العالمي            | ?                     | ?                         |
|             | البنك الدولي للإنشاء والتعمير      | 29 مارس 1961          | 27 ديسمبر 1945            |
|             | المنظمة الهيدروغرافية الدولية      | ?                     | ?                         |
|             | الاتحاد الدولي للاتصالات           | 1866                  | 1910                      |
|             | مؤسسة التمويل الدولية              | 8 يوليو 1966          | 3 أبريل 1957              |
|             | مجموعة الموردين النوويين           | ?                     | ?                         |

## وصلات خارجية
- موقع وزارة الخارجية البرتغالية
- موقع وزارة الخارجية الجنوب أفريقية